# Landtagswahlkreis 4 (Steiermark)
Der Wahlkreis 4 ist ein Wahlkreis in der Steiermark, der die politischen Bezirke Bruck-Mürzzuschlag, Leoben, Liezen, Murau und Murtal umfasst. Bei der Landtagswahl 2005 ging die Sozialdemokratische Partei Österreichs (SPÖ) mit 36,94 % als stärkste Partei hervor. Von den maximal 14 zu vergebenden Grundmandaten konnte die SPÖ fünf Grundmandate auf sich vereinigen, zudem erreichte die Österreichische Volkspartei (ÖVP) sowie die Freiheitliche Partei Österreichs  (FPÖ) je drei Grundmandate.

## Wahlergebnisse
| Landtagswahl im LTWK 2 2015 %50403020100 36,94 % (−10,69 %p)24,34 % (−7,30 %p)26,43 % (+16,47 %p)4,36 % (+0,21 %p)4,53 % (+1,27 %p)2,07 % (n. k. %p)2,00 % (n. k. %p)keine % (−3,54 %p) SPÖÖVPFPÖKPÖGRÜNENEOSTSSonst.20102015 |

| Landtagswahlen im Wahlkreis 4 | Landtagswahlen im Wahlkreis 4 | Landtagswahlen im Wahlkreis 4 | Landtagswahlen im Wahlkreis 4 | Landtagswahlen im Wahlkreis 4 | Landtagswahlen im Wahlkreis 4 | Landtagswahlen im Wahlkreis 4 | Landtagswahlen im Wahlkreis 4 | Landtagswahlen im Wahlkreis 4 | Landtagswahlen im Wahlkreis 4 | Landtagswahlen im Wahlkreis 4 |
| ----------------------------- | ----------------------------- | ----------------------------- | ----------------------------- | ----------------------------- | ----------------------------- | ----------------------------- | ----------------------------- | ----------------------------- | ----------------------------- | ----------------------------- |
| Wahltermin                    | GM                            |                               | ÖVP                           | SPÖ                           | FPÖ                           | KPÖ                           | GRÜNE                         | LIF/NEOS                      | TS                            | Sonstige                      |
| 4. Oktober 1981               |                               | Stimmenanteile (%)            | 40,23                         | 53,08                         | 4,83                          | 1,86                          | -                             | -                             | -                             | -                             |
| 4. Oktober 1981               | 19                            | Grundmandate                  | 8                             | 10                            | 0                             | 0                             | -                             | -                             | -                             | -                             |
| 21. September 1986            |                               | Stimmenanteile (%)            | 41,28                         | 47,68                         | 5,04                          | 1,83                          | 3,01                          | -                             | -                             | 1,17                          |
| 21. September 1986            | 19                            | Grundmandate                  | 8                             | 9                             | 1                             | 0                             | 0                             | -                             | -                             | 0                             |
| 22. September 1991            |                               | Stimmenanteile (%)            | 34,58                         | 44,44                         | 16,08                         | 0,90                          | 2,36                          | -                             | -                             | 1,64                          |
| 22. September 1991            | 19                            | Grundmandate                  | 6                             | 8                             | 3                             | 0                             | 0                             | -                             | -                             | 0                             |
| 17. Dezember 1995             |                               | Stimmenanteile (%)            | 29,63                         | 45,70                         | 16,22                         | 0,61                          | 3,34                          | 3,00                          | -                             | 1,49                          |
| 17. Dezember 1995             | 18                            | Grundmandate                  | 5                             | 8                             | 3                             | 0                             | 0                             | 0                             | -                             | 0                             |
| 15. Oktober 2000              |                               | Stimmenanteile (%)            | 38,21                         | 43,38                         | 12,23                         | 0,82                          | 4,28                          | 0,70                          | -                             | 0,38                          |
| 15. Oktober 2000              | 18                            | Grundmandate                  | 7                             | 8                             | 2                             | 0                             | 0                             | 0                             | -                             | -                             |
| 2. Oktober 2005               |                               | Stimmenanteile (%)            | 31,55                         | 52,49                         | 4,92                          | 4,89                          | 2,77                          | -                             | -                             | 3,38                          |
| 2. Oktober 2005               | 17                            | Grundmandate                  | 5                             | 9                             | 0                             | 0                             | 0                             | -                             | -                             | 0                             |
| 26. September 2010            |                               | Stimmenanteile (%)            | 31,46                         | 47,63                         | 9,96                          | 3,26                          | 4,15                          | -                             | -                             | 3,54                          |
| 26. September 2010            | 17                            | Grundmandate                  | 5                             | 8                             | 1                             | 0                             | 0                             | -                             | -                             | 0                             |
| 31. Mai 2015                  |                               | Stimmenanteile (%)            | 24,34                         | 36,94                         | 26,43                         | 4,53                          | 4,36                          | 2,07                          | 2,00                          | -                             |
| 31. Mai 2015                  | 14                            | Grundmandate                  | 3                             | 5                             | 3                             | 0                             | 0                             | 0                             | 0                             | -                             |
| 24. November 2019             |                               | Stimmenanteile (%)            |                               |                               |                               |                               |                               |                               |                               |                               |
| 24. November 2019             | Grundmandate                  |                               |                               |                               |                               |                               |                               |                               |                               |                               |
|                               |                               | Stimmenanteil (%)             | 21,94                         | 27,97                         | 37,91                         | 3,36                          | 3,89                          | 4,93                          | -                             | -                             |
| 24. November 2024             | 13                            | Grundmandate                  | 3                             | 3                             | 5                             | 0                             | 0                             | 0                             | -                             | -                             |
|                               |                               |                               |                               |                               |                               |                               |                               |                               |                               |                               |